# TVOKids
TVOKids es un canal de televisión niños, transmitido diariamente en TVOntario (TVO) de Ontario, una provincial red de televisión educativa. El show cuenta con su propio sitio web que tiene muchos juegos educativos.

## Historia
Desde su creación en 1994, TVOKids ha tenido numerosos huéspedes. En orden cronológico, son: Patty Sullivan, Brauch Kevin, Joseph Motiki (Joe), Shah Rekha, Corinthios Gisele, Phil McCordic (voz de Tumbleweed el hámster), Julie Zwillich (también conocido como Julie 1), Julie Patterson (también conocido como Julie 2), Nicole Stamp (anfitrión del Campeonato de Ontario Reach For The Top), Barnes Milton, Mark Sykes, Inglés Jackie, Ryan Field, Harun Kara, Dafoe Drew, y Abuzeid Dalmar. Los tres ejércitos actuales son: Dalmar Abuzeid, Harun Kara Dafoe y Drew.

## Programación de bloques

### The Space
The Space (antes conocido como "The Crawlspace") es el nombre del bloque de programación después de clases. El espacio se transmite sin parar episodios de programas con un bloque de acogida entre cada episodio, que varían en longitud. Crawlspace La lanzado el 1 de abril de 1994, y fue organizada originalmente por Patty Sullivan y Kevin Brauch . Dado que los niños más pequeños están en casa más temprano de la escuela, el horario de programación incluye 'más jóvenes' shows en los intervalos de tiempo anteriores y más 'maduros' espectáculos en las ranuras posteriores. The Space actualmente se transmite de lunes a viernes, de 3:30-7:00 p. m. ET y el sábado y domingo, 6:00 a. m. - 4:00 p. m. Hora del Este. El espacio está organizado por Kara, Drew, y Dalmar.

### Gisèle's Big Backyard
El Bloque Preescolar de TVOKids, Gisèle's Big Backyard (anteriormente conocido como "The Nook"), se aloja únicamente por Gisele, donde está a menudo acompañado por sus amigos de la marioneta, Palitos la ardilla (Jason Hopley), Jay del Jay azul (Ali Eisner), Melvin la Skunk (Marty Stelnick), Este (Ryan), Eso y Polkaroo, Gisèle's Big Backyard se transmite de lunes a viernes, 6:00 a. m. - 3:30 p. m. Hora del Este. Gisèle's Big Backyard es una parte del tiempo de programación para niños en edad preescolar y jardín de infancia menores de 7 años. Un personaje anterior, "Hatatoppisite" existía en "The Nook", hasta que "Gisèle's Big Backyard" debutó.
- Datos: Q3180034